# 施魏恩貝格山 (格拉茨)
47°05′08″N 15°30′45″E / 47.0854323°N 15.5124942°E

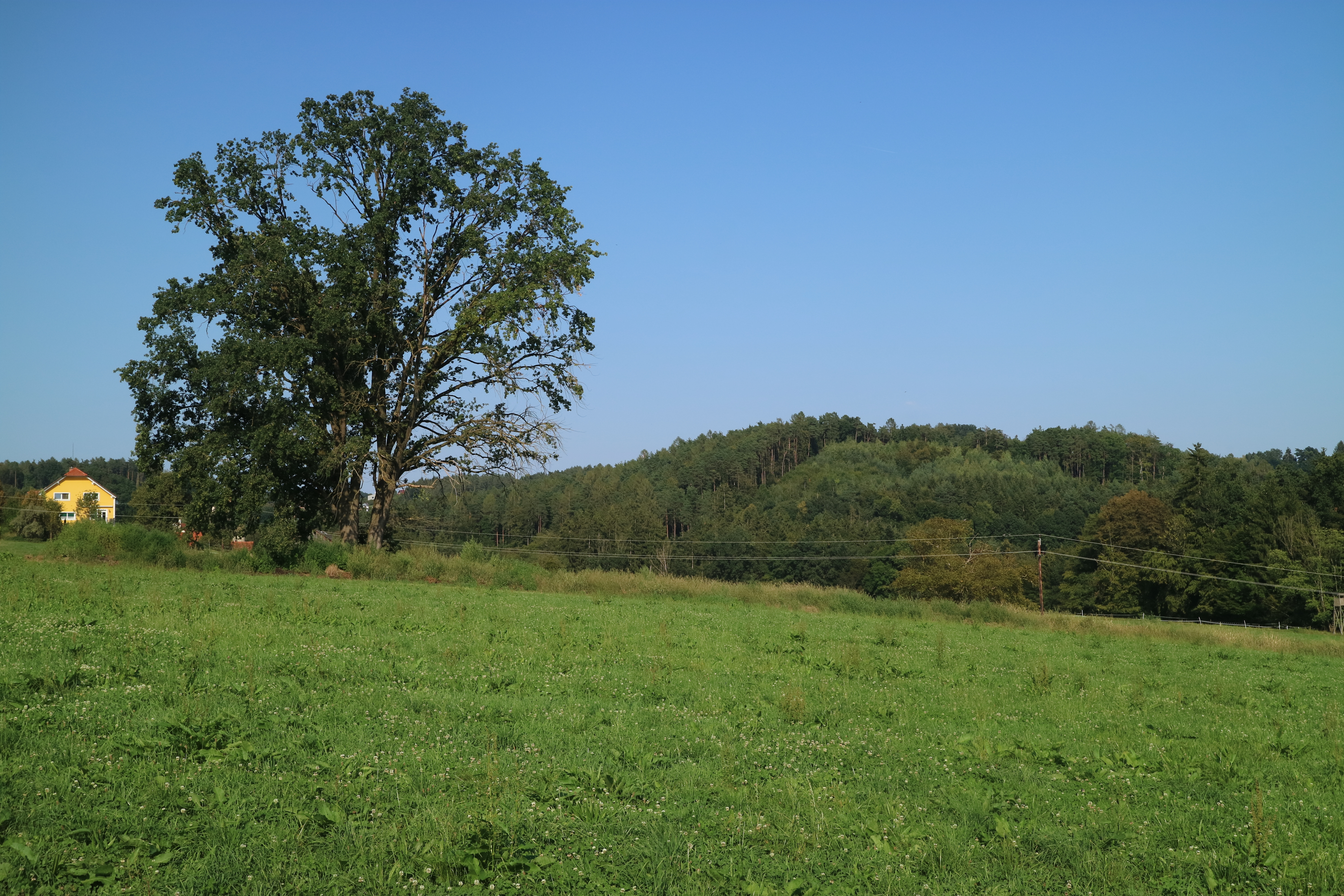

施魏恩貝格山（德語：Schweinberg），是奧地利的山峰，位於該國東南部，由施泰爾馬克州負責管轄，處於格拉茨以東，海拔高度535米，山體在中新世時期形成。